# Bakker van Eeklo

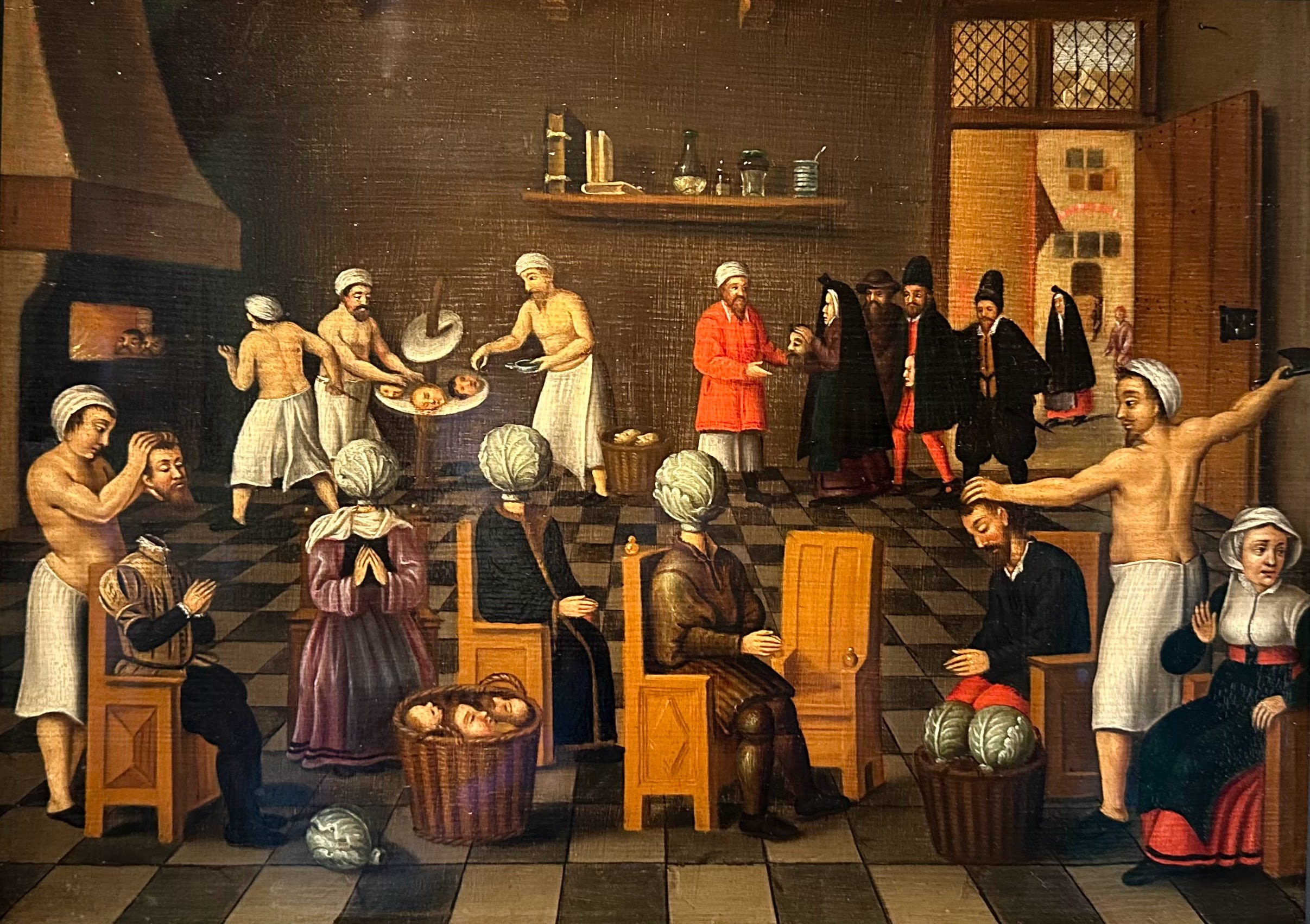
De backer van Eelco (door Cornelis van Dalem en Jan van Wechelen - 17e eeuw)

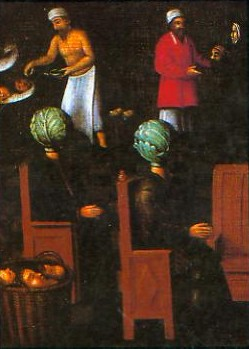
Fragment van het schilderij van Cornelis van Dalem en Jan van Wechelen -17e eeuw

De Bakker van Eeklo of de Herbakker is de naam van de hoofdpersonage uit een sage die wordt gelokaliseerd in Eeklo. De sage  van het herbakken van hoofden wordt afgebeeld op het schilderij De backer van Eelco. Eelco is waarschijnlijk een verschrijving van Eeclo. Het originele schilderij is te bezichtigen in het Muiderslot in Muiden. Een kopie van het schilderij De Bakker van Eeklo hangt aan de buitengevel van het gebouw De Herbakker in Eeklo. De Bakker van Eeklo is een thema dat uitsluitend wordt aangetroffen in de Nederlandse en Vlaamse beeldende kunst van de zeventiende eeuw.

## Beschrijving van het herbakken volgens de sage
Bij het herbakken hakte men het hoofd van de romp. Daarna herkneedde men het hoofd en werd het ingesmeerd met eigeel om het zo opnieuw te laten bakken. Dit proces gebeurde door de Herbakker. Tijdens het bakken werd er een groene kool op het lichaam gezet. Dit stond symbool voor het ijle, lege hoofd. Na het herbakken werd het hoofd opnieuw op de romp geplaatst en kon men een nieuw leven beginnen.

## Eeklo
Er bestaat een volksboek ‘De Vermaekelijke klugt’ uit 1750. Daarin staat het verhaal van een vader die zijn domme zoon overal naartoe nam. Van Zottegem tot het Minnewater in Brugge. Maar nergens kon iemand hem helpen. Ze kregen uiteindelijk de raad om naar Eeklo te gaan want daar worden hoofden gebakken met gekrulde en platte haren, met schele, loense, lodderige en lepe ogen, zwarte en andere kunt ge er ook krijgen volgens uw goesting en smaak. Als het hoofd te lang in de oven was blijven zitten, was je een heethoofd, had men je niet lang genoeg laten zitten, dan was je een halve gare, en een mislukt hoofd was natuurlijk een misbaksel. Later heeft deze jongen in Parijs gestudeerd en heeft hij er succes geboekt!

## Moraal
De sage bevat een aansluitende moraal: Kinderen wordt voorgehouden dat ze maar beter tevreden kunnen zijn met hun eigen hoofd. Want de kans is groot dat je bij de bakker vandaan komt als een heethoofd, een misbaksel of een halve gare.

## Orde van de Eeklooschen Herbacker
De sage wordt levendig gehouden door de jaarlijks verdienstelijke Eeklonaars tot ridder te slaan in de ‘Orde van de Eeklooschen Herbacker’ In 1987 schilderde Dirk Verstraete een kopie van het schilderij uit het Muiderslot, maar hij verving de hoofden door die van de bestuursleden van het VVV die de Eeklonaars tot ridder slaan.

## Trivia
- In Eeklo is het cultureel centrum naar deze sage genoemd Cultureel Centrum De Herbakker. Het aansluitende plein wordt het Herbakkersplein genoemd.